# Riverside (Wyoming)
Riverside város az USA Wyoming államában, Carbon megyében. Lakosainak száma 66 fő (2020. április 1.).

## Népesség
A település népességének változása:
| Lakosok száma | 49   | 52   | 66   |
|               | 1910 | 2010 | 2020 |